# ウッドヘンジ
ウッドヘンジ（英: Woodhenge）は、イングランド南部のウィルトシャーにある世界遺産ストーンヘンジの地域に位置する新石器時代のクラス II ヘンジ (Class II henge) と木柱サークル（環状木柱列、timber circle）の遺跡である。ダーリントン教区内のストーンヘンジの北東約3.2キロメートル（2マイル）、エイムズベリーのすぐ北にある。

## 発見
ウッドヘンジは、アレクサンダー・ケイラーと O・G・S・クロフォードによる航空考古学調査の後、1925年に確認された。クロフォードは1925年、ギルバート・スチュワート・マーチン・インサール少佐 (Squadron Leader, VC) によって撮られた航空写真により発見を確信。ベン・カニングトンとモード・カニングトン夫妻が1926年から1928年にかけて、もともと「ドウ・カバー」 (Dough Cover) として知られたその場所を発掘した。

## 年代
発掘による土器は、中期新石器時代の溝のある土器 (Grooved ware) の様式と一致することが判明し、また後にビーカー式土器の破片 (sherds) も見つかった。したがって、その構造物はおそらくビーカー式土器として一般に知られている文化と同時代に建設された。ビーカー文化の期間は後期新石器時代と初期青銅器時代の両時代にわたり、文化分類として知られる特色のある「鐘状ビーカー」型土器（鐘形杯土器）も、後期新石器時代と初期青銅器時代における他の地元様式の土器も含まれる。
木造遺跡の構築はおそらくそれより早く、その溝は紀元前2470年から2000年にかけての年代とされ、それはストーンヘンジにおけるストーンサークルの構築とほぼ同時代か、あるいはわずかに後である。人工物の放射性炭素年代測定では、紀元前1800年ごろにはその場所が使われていたことが分かっている。

## 構成

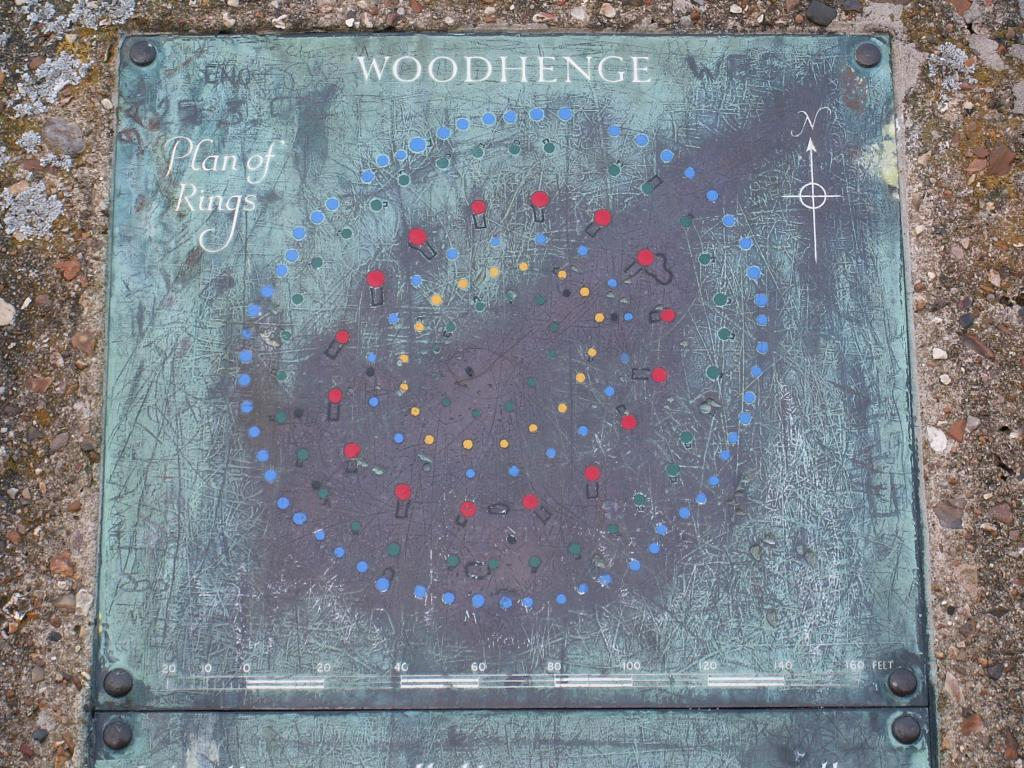
ウッドヘンジの構成図（案内板）

この遺跡は、柱穴での6本の同心楕円状の環によって構成され、最も外側は幅およそ43 × 40メートル（141 × 131フィート）となる。それらは初めに、深さ2.4メートル（7.9フィート）、幅が最大で12メートル（39フィート）となる1本の平底の溝で、そして最終的には幅およそ10メートル（33フィート）、高さ1メートル（3.3フィート）の外塁に囲まれている。外径は110メートル（360フィート）を測り、その場所には北東に1つの入口があった。
輪の中央には、カニングトンが奉納の生贄と判断した、身体を屈めた子供が埋葬されていた。しかし、発掘の後にその遺体はロンドン大空襲（ザ・ブリッツ、The Blitz）の間にロンドンで失われ、再調査はできないままである。カニングトンは同様に、入口の向かいとなる溝の東部分を掘った墓穴から、屈んだ10歳代の埋葬を発見している。
168の柱穴の大部分は木製の柱を保持したが、カニングトンは1組の立石が2番目と3番目の柱穴の環の間に置かれたであろうという証拠を見つけた。2006年における最近の発掘では、実際に、少なくとも5つの立石が「くぼみ」に配置された場所にあったことが示された。最も深い柱穴は最高2メートル（6.6フィート）を測り、それらが保持した木柱の高さは地上7.5メートル（25フィート）に達したと考えられている。それらの柱は最大5トンの重量があったとされ、それらの配列はストーンヘンジのブルーストーンのものに類似していた。柱穴の位置は現在、その場所を表示する簡単で有益な方法として現代のコンクリートの柱で示されている。
さらにストーンヘンジとの類似が、カニングトンによりすぐに見いだされた。双方とも、夏至の日の出の方向にほぼ入口があり、そしてウッドヘンジの木柱サークルと、ストーンヘンジにおけるストーンサークルの大きさは類似している。

## 他の遺跡との関係
ウッドヘンジの発見から40年余り後、同じ規模の別の木柱サークルが1966年に発見された。ウッドヘンジの北わずか70メートル（230フィート）に位置するダーリントン・ウォールズ (Durrington Walls) ヘンジとして知られるようになったもののうち、南のサークル (Southern Circle) として知られる。
その場所に立っていた木柱の構成およびそれらの目的については、考えられるさまざまな説があるが、それは各柱が独立して立っていたというよりは、屋根のある構造物の一部であったと考えられる。
長年のストーンヘンジの調査研究は、ウッドヘンジの理解におけるどんな大躍進も影を薄くさせてきた。ストーンヘンジ・リバーサイド・プロジェクト (Stonehenge Riverside Project) の一環としての最近の調査は、現在、その場所において近隣の遺跡やストーンヘンジとの関係に新しい光を投げかけ始めている。
学説においては、その場所はすべて、構造物が道によって結ばれ、かつエイヴォン川の地勢を組み入れた全体配置において統合され得るということが浮上している。1つの提言においては、石材に対する木材の使用は、生と死の転換に伴う信仰や慣習における特別な意味を持ったともされる。